# 迎江区
迎江区（げいこう-く）は、中華人民共和国安徽省安慶市に位置する市轄区。

## 行政区画
- 街道:宜城路街道、新河路街道、華中路街道、人民路街道、孝粛路街道、浜江街道
- 鎮:老峰鎮
- 郷:竜獅橋郷、長風郷、新洲郷